# 血管平滑肌
血管平滑肌（英語：vascular smooth muscle）是指存在于血管壁且组成其主要部分的特定类型平滑肌。
血管平滑肌的收縮或鬆弛的同時會改變血管的體積以及局部的血压，此一機制負責將體內的血液重新分配到體內其他需要血液的區域中（即需氧量突然增加的区域）。因此血管平滑肌的主要功能就是调节体内血管的管径。过度的血管收缩将会导致高血压，然而例如休克中出现的过度血管舒张会导致低血压。
相较于静脉来说，动脉其血管壁中具有大量更多的平滑肌，因此其外壁更厚。这是因为他们需要将被泵出的血从心脏运送到需要含氧血的所有器官与组织之中。他们的内皮膜都很相似。
血管平滑肌主要被交感神经系统通过肾上腺素能受体（肾上腺素受体）支配。存在于血管平滑肌中的肾上腺素受体有以下三种类型：α1、α2和β2。这些细胞受体的主要内源性激动剂为去甲肾上腺素（NE）。
在下列活化作用中，肾上腺素能受体发挥着相反的生理学作用：
- α1受体：在去甲肾上腺素结合到α1受体上时会导致血管收缩，即血管平滑肌的收缩减小了血管的直径。为了应对休克或低血压，作为防卫反应，α1受体被激动起来以恢复正常的血压。α1受体的拮抗药（喹唑嗪、哌唑嗪）将会导致血管舒张，即加大血管的直径、降低了血管平滑肌的紧张并降低了血压。（另见受体拮抗剂）
- α2受体：血管平滑肌中α2受体的激动剂导致血管收缩。然而，在临床实践所应用的作为α2受体激动剂的静脉注射药物（可乐定）会导致强大的血管舒张作用并通过于突触前激活存在于交感神经节中的α2受体从而使血压降低。这一突触前效应起主导作用，并完全压倒了存在于血管平滑肌细胞中的α2受体所致的血管收缩效应。[來源請求]
- β2受体：β2受体的激动效应会导致血管舒张与低血压，即与存在于血管平滑肌中的α1与α2受体被激活所导致的效应是相反的。利用β2受体的激动剂作为抗高血压剂较不是那么普遍，因为会产生例如肺部支气管扩张以及血糖水平增高所致的不良效应。[1][2]

## 参閱
- 周细胞